# Saskia van der Heide
Saskia van der Heide (Leiderdorp, 13 september 1985) is een Nederlandse actrice.

## Biografie
Van der Heide begon op jonge leeftijd met acteren. Ze kreeg les op Jeugdtheaterschool Rabarber en speelde jeugdrollen in diverse theaterproducties. Na de LOT volgde ze acteerlessen bij Hollands Drama, deed verschillende workshops en volgde danslessen en privézangles. Op elfjarige leeftijd kreeg Van der Heide haar eerste televisierol in Baantjer, waarna televisie- en filmrollen volgden. Zo speelde ze onder andere in de film De rode zwaan (1999) en was ze regelmatig te zien als de rol Leonie in Oppassen!!!. In 2000 vertolkte Van der Heide de rol van Sarah Haagens in Onderweg naar Morgen. Ook presenteerde ze in 1997 en 1998 voor Villa Achterwerk.
Naast haar acteercarrière behaalde Van der Heide haar gymnasiumdiploma en behaalde in 2010 haar doctoraalexamen filosofie aan de Universiteit Leiden. Tijdens haar studie is Van der Heide blijven acteren. Ze behoorde onder andere tot de vaste cast van Samen en speelde Rowena in Voetbalvrouwen. Van 2008 tot 2010 speelde ze Marjolein van der Duin in de serie We gaan nog niet naar huis, die uitgezonden werd door de AVRO en de Belgische zender Eén. In 2010 schreef ze vlak voor haar afstuderen een opinieartikel in Trouw onder de titel 'Geert Wilders is bang voor zichzelf, voor zijn vrijheid, voor alles'. In 2011 werd Van der Heide geselecteerd als een van de denkers die deelnamen aan Nationale Denktank. In 2017 was ze te zien in de rol van Vanessa in de bioscoopfilm Spaak van regisseur Steven de Jong.

## Filmografie

### Film
- Spaak - Vanessa (2017)
- Boudewijn - Robin (2016)
- De opnamen van het schaduwloze wezen - Lena (2006)
- De rode zwaan - Murra (1999)

### Televisie
- Malaika - Claire Mutsaer (2013)
- We gaan nog niet naar huis - Marjolein van der Duin (2008-2010)
- SpangaS - Koosje van Nederveen (2007, 2009)
- Voetbalvrouwen - Rowena (2007)
- Shouf Shouf! - Daisy (2006)
- Samen - Juliet Havinga (2005)
- Rozengeur & Wodka Lime - Tineke Rowenthal (2003)
- Goede tijden, slechte tijden - Simone (2003)
- Oppassen!!! - Leonie (2001-2002)
- Onderweg naar Morgen - Sarah Haagens (2000)
- Villa Achterwerk - Presentatie als Meesterspion Y (1998)
- Jansen, Jansen - Sofie (1997)
- Villa Achterwerk - Presentatie als Miss VIP (1997)
- U beslist - Lisa (1995)
- Baantjer - Kitty Enclaer (1996)

### Theater
- Icarus - Verteller (2001)
- Maria op zolder - Elsje (2000)
- Romeo en Julia - Olivia (1999)
- De meisjeskamer - Veerle (1999)
- Matilda - Matilda (1997)
- Ontsnapt - Sproet (1995)
- Le Bourgeois gentilhomme - Markiezin (1992)